# Список дипломатических миссий Замбии

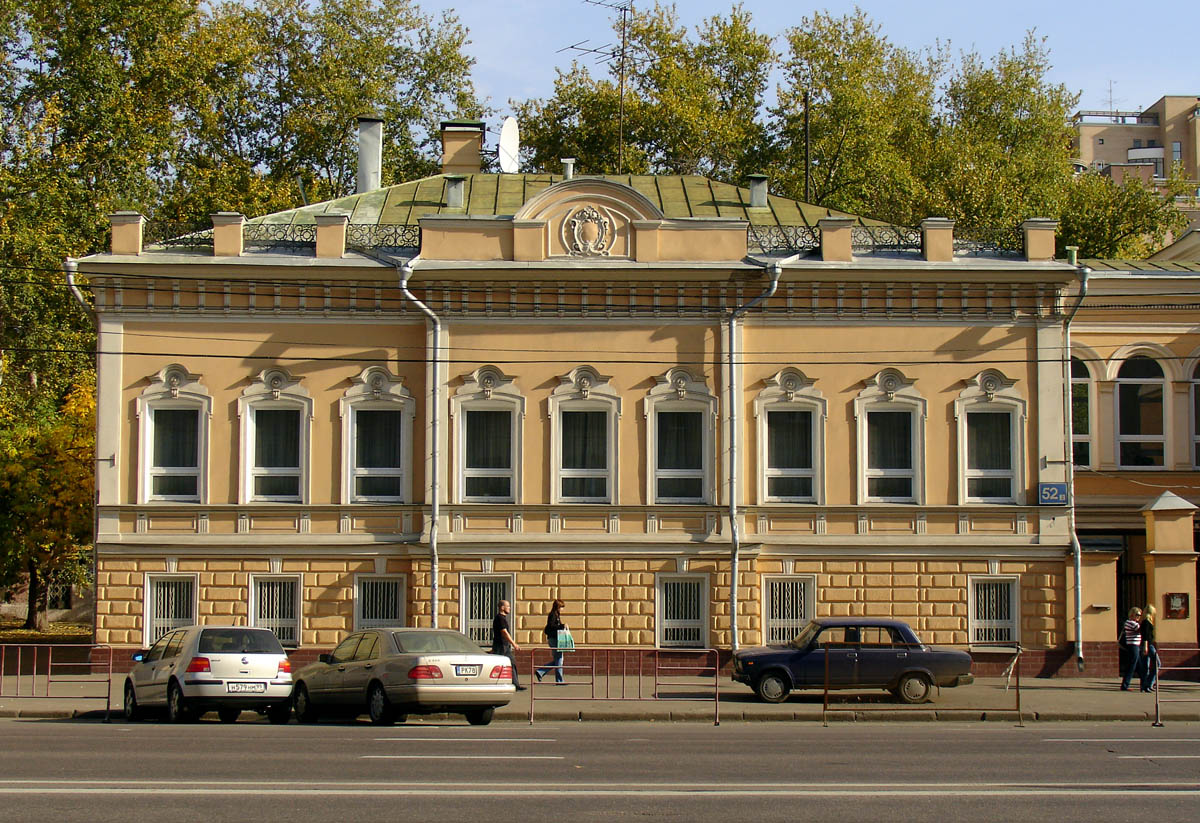
Посольство Замбии в Москве

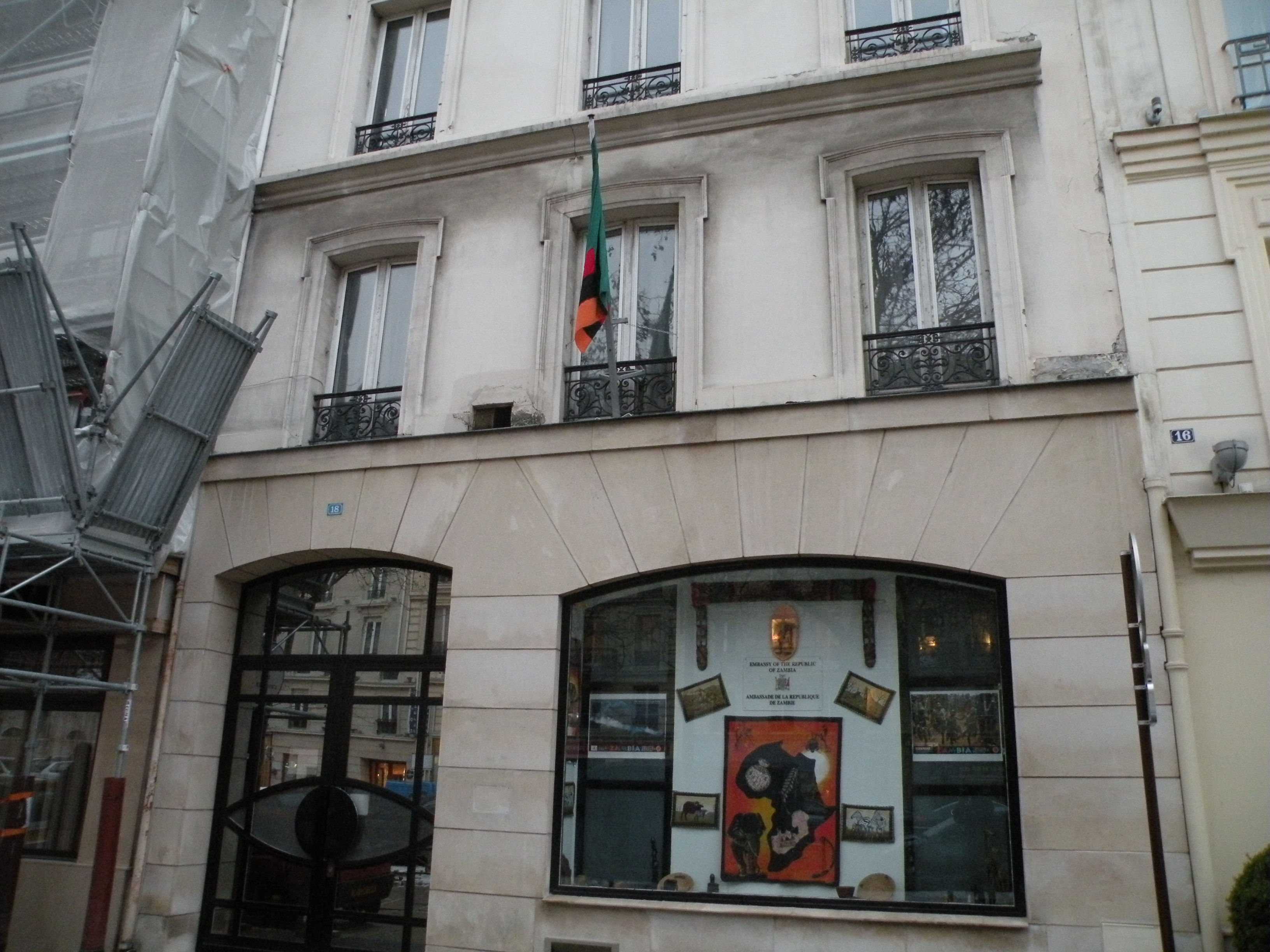
Посольство Замбии в Париже

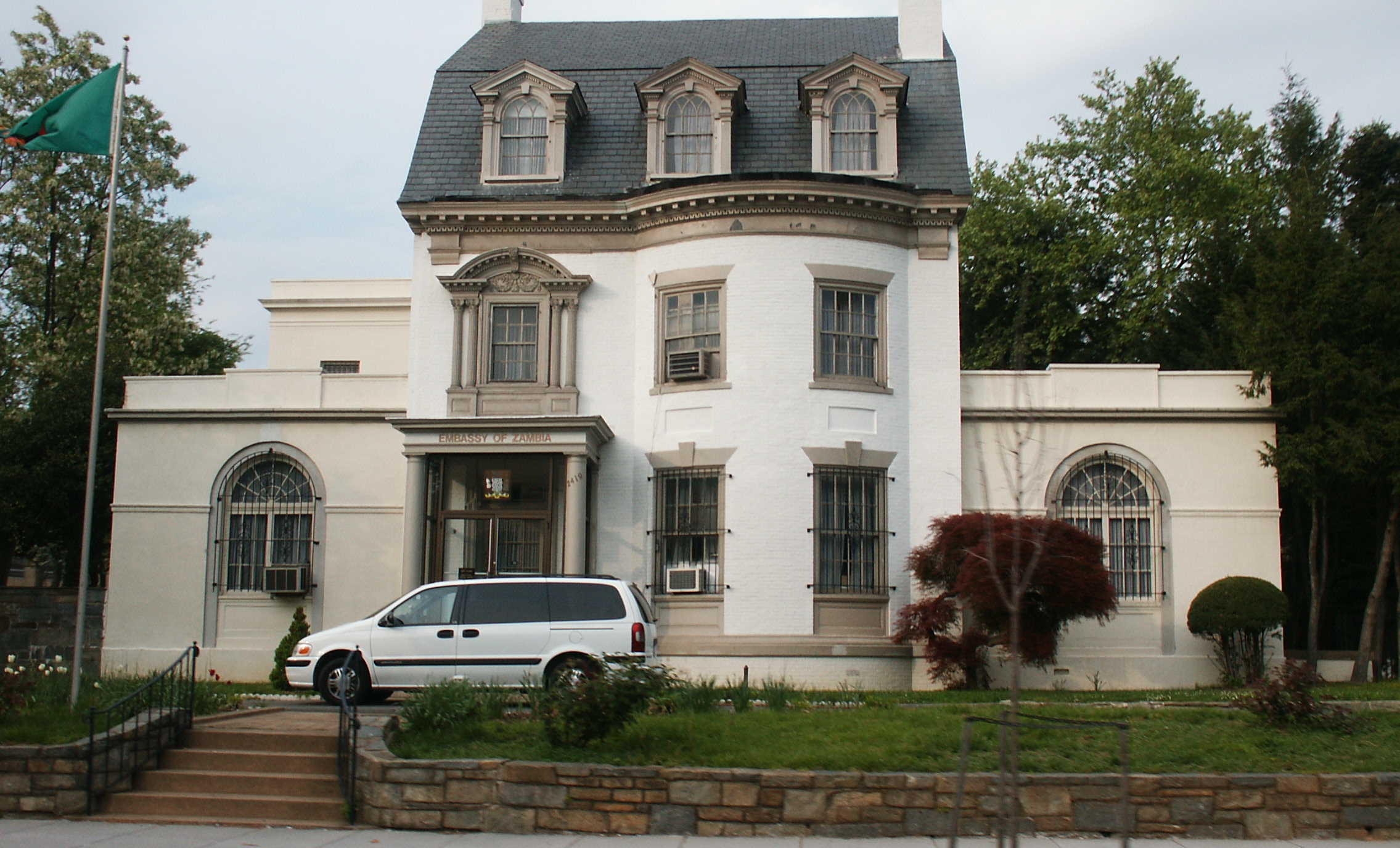
Посольство Замбии в Вашингтоне

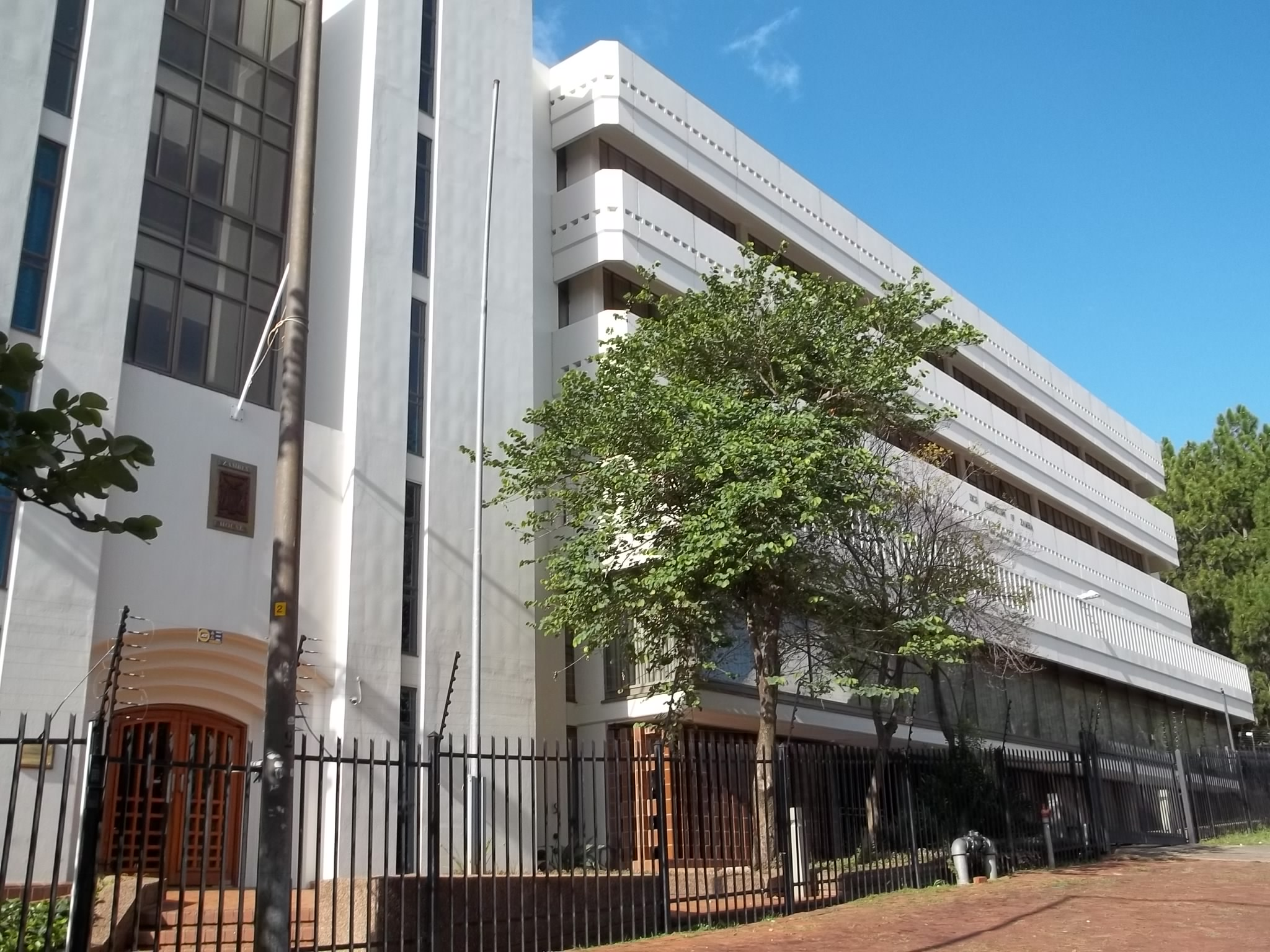
Высшее уполномоченное представительство Замбии в Претории

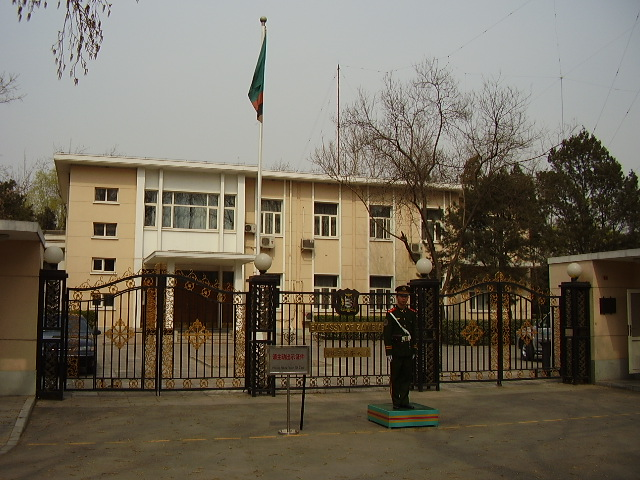
Посольство Замбии в Пекине

Список дипломатических миссий Замбии — перечень дипломатических миссий (посольств) и представительств Замбии в странах мира (не включает почётных консульств).

## Европа
- Бельгия
  - Брюссель (посольство)
- Великобритания
  - Лондон (высшее уполномоченное представительство)
- Германия
  - Берлин (посольство)
- Италия
  - Рим (посольство)
- Россия
  - Москва (посольство)
- Франция
  - Париж (посольство)
- Швеция
  - Стокгольм (посольство)

## Азия
- Индия
  - Нью-Дели (высшее уполномоченное представительство)
- Китай
  - Пекин (посольство)
- Япония
  - Токио (посольство)

## Америка
- Бразилия
  - Бразилиа (посольство)
- Канада
  - Оттава (высшее уполномоченное представительство)
- США
  - Вашингтон (посольство)

## Африка
- Ангола
  - Луанда (посольство)
- Ботсвана
  - Габороне (высшее уполномоченное представительство)
- Египет
  - Каир (посольство)
- Зимбабве
  - Хараре (посольство)
- Кения
  - Найроби (высшее уполномоченное представительство)
- ДР Конго
  - Киншаса (посольство)
- Ливия
  - Триполи (посольство)
- Малави
  - Лилонгве (высшее уполномоченное представительство)
- Мозамбик
  - Мапуту (высшее уполномоченное представительство)
- Намибия
  - Виндхук (высшее уполномоченное представительство)
- Нигерия
  - Абуджа (высшее уполномоченное представительство)
- Танзания
  - Дар-эс-Салам (высшее уполномоченное представительство)
- Эфиопия
  - Аддис-Абеба (посольство)
- ЮАР
  - Претория (высшее уполномоченное представительство)

## Международные организации
- Аддис-Абеба (постоянное представительство при Африканском союзе)
- Брюссель (представительство при ЕС)
- Женева (постоянное представительство при ООН и других международных организациях)
- Нью-Йорк (постоянное представительство при ООН)